# Janne Kolling
Janne Kolling Johannessen, född 12 juli 1968 i Århus, är en dansk tidigare handbollsspelare som spelade som högersexa.

## Klubbkarriär
Kolling spelade åren 1991 till 1997 i Viborgs HK och det var då hon tog sina meriter inom klubbhandbollen med danska mästerskap och europacupframgångar. Efter åren tog hon ett ettårskontrakt i en spansk klubb och fick med sig Annette Hoffman på det äventyret. Hon spelade sedan i Terntes IL i Norge där hennes pojkvän hade arbete som fiskeriingenjör, men det slutade med en korsbandsskada.  När hon spelade för Slagelse 2001 slog hon upp korsbandsskadan och den allvarlig knäskadan satte stopp för hennes vidare karriär.

### Landslagskarriär
Hon spelade 250 landskamper (flest genom tiderna) och gjorde 756 mål för Danmarks landslag. Landslagskarriären tog sin början1988 mot Bulgarien den 28 augusti. Sista landskampen den 26 mars 2001 mot Sverige. Landslagsmeriterna är många med tre VM-medaljer, VM-guld 1997, 3 EM-medaljer, EM-guld 1994 och 1996 och dessutom var Janne Kolling var med och tog OS-guld 1996 i Atlanta. Hon var även med och tog OS-guld 2000 i Sydney.

## Klubbar[5]
- Hornbæk SF (–1987)
- Viby (1987–1988)
- UM Kyndil (1988–1989) Landslagsdebut
- Lyngså BK (1989–1991)
- Viborg HK (1991–1997)
- Corteblanco Bidebieta (1997–1999)
- Tertnes IL (1999–2000)
- Slagelse FH (2000–2001)

## Meriter
- Dansk mästare fyra gånger (1994, 1995, 1996 och 1997) med Viborg HK
- Dansk cupmästare tre gånger (1993, 1994 och 1996) med Viborg HK
- EHF-cupmästare 1994 med Viborg Hk
-  Två OS-guld, 1996 och 2000
-  VM-guld 1997
-  VM-silver 1993
-  VM-brons 1995
-  Två EM-guld, 1996 och 1998
-  EM-silver 1998
-  U21-VM-silver 1987

### Fotnoter
1. ↑  ”Janne Kolling tvunget till att stoppe karriären”. https://www.bt.dk/sport/janne-kolling-tvunget-til-at-stoppe-karrieren-0. Läst 6 februari 2019.
2. ↑  ”Janne har vundet EM-VM och OS”. https://stiften.dk/foedselsdage/Haandboldspiller-fylder-50-aar-Janne-har-vundet-EM-VM-og-OL/artikel/523733. Läst 6 februari 2019.
3. ↑  ”Handball at the 1996 Atlanta Summer Games: Women's Handball” (på engelska). sports-reference.com. Arkiverad från originalet den 26 februari 2009. https://web.archive.org/web/20090226131645/http://www.sports-reference.com/olympics/summer/1996/HAN/womens-handball.html. Läst 9 januari 2009.
4. ↑  ”Arkiverade kopian”. Arkiverad från originalet den 26 februari 2009. https://web.archive.org/web/20090226133131/http://www.sports-reference.com/olympics/summer/2000/HAN/womens-handball.html. Läst 9 januari 2009. (engelska)
5. ↑  ”Jyllandsposten - Nogle gange har jeg tänkt at nu maa du se att komma videre”. https://jyllands-posten.dk/premium/indblik/Sport/ECE8827755/nogle-gange-har-jeg-taenkt-at-nu-maa-du-sgu-snart-se-at-komme-videre-janne-k/. Läst 6 februari 2019.